# San bernardo (perro)
El san bernardo (en alemán, Bernhardiner; en francés, Chien du Saint-Bernard) es una raza de perro originaria de los Alpes suizos y del norte de Italia. Es el perro boyero más famoso junto con el mastín del Pirineo, y es muy próximo al gran boyero suizo. Desciende del extinto mastín de los Alpes, que se mezcló con otras razas como el dogo del Tíbet, el terranova y el gran danés. 

## Papel en la historia
En el paso de montaña del Gran Monte St. Bernhard, a 2469 metros sobre el nivel del mar, unos monjes fundaron en el siglo XI un hospicio para viajeros y peregrinos. Allí se criaron, desde mediados del siglo XVII, perros grandes de montaña para guardia y vigilancia. La existencia de aquellos perros está documentada gráficamente desde 1695 y por escrito en unas crónicas del hospicio desde el año 1707. Estos perros pronto se utilizaron como perros de escolta y, especialmente, como perros de salvamento para viajeros perdidos en la niebla y la nieve. Existen crónicas publicadas en muchos idiomas sobre las numerosas vidas que fueron salvadas por estos perros de la "muerte blanca" y relatos de soldados que cruzaron el paso de montaña con Napoleón Bonaparte hacia 1800, que extendieron la fama del perro de san bernardo por toda Europa y el mundo.
Los antepasados directos del perro de san bernardo fueron los muy extendidos perros de gran tamaño, de campesinos de la región. Estos perros de gran tamaño se convirtieron en pocas generaciones, siguiendo un patrón ideal, en la raza actual.

### Etimología
En el año 923 nació Bernardo de Menthon en Menton, región de Saboya (Francia), quien llegó a ser archidiácono de Aosta, en los Alpes italianos, dedicándose a difundir la fe cristiana entre los habitantes de los Alpes. En uno de esos pasos alpinos se fundó en el año 1049 el Hospicio del Gran San Bernardo para ayudar, asistir y dar refugio a los caminantes que transitaban por el paso. El santo, teólogo y erudito católico formaba parte de la Orden Cisterciense o mejor conocidos como Trapenses, ya que sus compañeros (los monjes trapenses) en Suiza tenían como compañero un perro de esta raza alrededor del siglo XVI.

### Orígenes del estándar
Heinrich Schumacher de Holligen, cerca de (Berna), fue el primero, en 1867, en crear documentos genealógicos para sus perros. En febrero de 1884 se abrió el «Schweizerische Hundestammbuch» (libro de raza suizo, SHSB). La primera anotación fue la del perro de san bernardo «León», a la que siguieron otras 28 anotaciones también de perros de Sanernardo. El 15 de marzo de 1884 se fundó el «Schweizerische St. Bernhardsclub» (Club Suizo del perro de san bernardo) en Basilea. A raíz de un congreso cinológico internacional celebrado el 2 de junio de 1887, el perro de San Bernardo fue reconocido oficialmente como raza suiza y el estándar de la raza se convirtió en obligatorio. Desde entonces el perro de San Bernardo se convirtió en el "perro nacional suizo".

## Importancia en estudios evolutivos[7]
Un equipo de investigadores de la Universidad de Mánchester, dirigido por Chris Klingenberg de la facultad de Ciencias Biológicas, examinó 47 cráneos de san bernardos donados por criadores suizos al Museo de Historia Natural de Berna que abarcan un período de 120 años, desde ejemplares modernos hasta aquellos antiguos perros de la época en que se definió inicialmente el estándar de esta raza. Se comprobó que los rasgos estipulados en el estándar de la raza del san bernardo se han vuelto más exagerados con el paso del tiempo, a medida que los criadores seleccionaban a los perros que tenían los atributos físicos deseados. Comparados con sus antepasados, los san bernardos modernos tienen cráneos más anchos, el ángulo entre la nariz y la frente más pronunciado, y también una protuberancia más considerable sobre los ojos.
Dichos cambios son descritos exactamente como deseables en los estándares de la raza. Claramente, no se deben a otros factores como el crecimiento general, ya que no proporcionan al animal ninguna ventaja física, por lo que podemos estar seguros de que han evolucionado solo por las consideraciones selectivas de los criadores.

## Características
Está clasificado en el grupo 2:	Perros tipo pinscher y schnauzer, Sección 2; Molosoides, 2.2 Tipo montaña (sin prueba de trabajo) de la FCI (Federación Cinológica Internacional)
- Estándar original válido: 04-04-2016.
- Utilidad: Compañía, guardián de las granjas.[6]

### Temperamento
- Carácter: tranquilo, reposado aunque jovial.
- Relación con los niños: excelente.
- Necesidades del espacio: es indispensable un gran espacio.
- Actitudes: perro de guardia y de avalanchas, es ideal para Asistencia al Viajero.
- Relación con otros perros: a vigilar (dominante).

### Cuidados
Es un perro que necesita cuidado ante todo en la cara, ojos y párpados y con su pelaje, en especial en la variedad de pelo largo. Es conveniente que haga algo de ejercicio (sin excederse debido a su propensión a padecer torsión de estómago) y que disponga de espacio adecuado a su gran tamaño (150 metros cuadrados como mínimo, aunque de 300 metros en adelante es lo más aconsejable).
Hay que evitar, especialmente durante el crecimiento, que tenga sobrepeso, puesto que ello puede agravar su tendencia a mostrar problemas de displasia de cadera y de codo. Debido a su pelaje y a su tamaño hay que estar atentos en evitar lugares cerrados o poco ventilados en los que haga bastante calor, puesto que ello puede provocarles un golpe de calor (incluso a los de pelo corto).
Hay que prestar especial atención cuando se le suministre cualquier tipo de sedante o similar, ya que suelen tener en algunos casos una cardiomiopatía dilatada no diagnosticada, lo cual podría tener consecuencias fatales para ellos.
Su compañía y alegría son favorables para la salud. Se necesitan dos cosas fundamentales para su cuidado: limpiarles las orejas y sacarles las legañas.

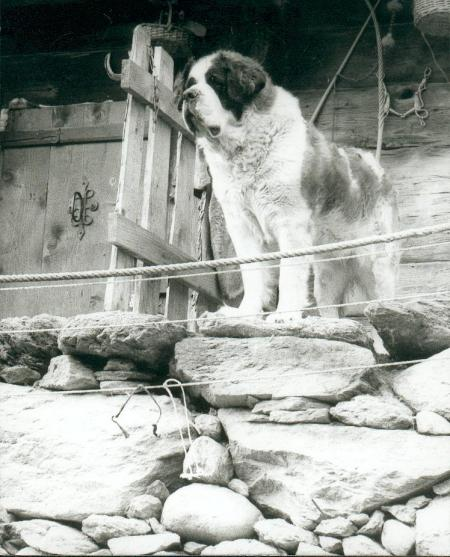
San bernardo.

### Aspecto general
El san bernardo es un perro grande, elegante y fuerte, extrovertido, su apariencia es amigable, pacífica, es un perro "bonachón". En general manso y afectuoso, es muy leal y devoto a sus amos. Es especialmente adecuado para los niños por quienes siente especial atracción, por lo que recibe el apodo de "perro niñera". Es lo bastante grande para proteger con mesurada agresividad.
Existen dos variedades: la de pelo corto (pelo doble, Stockhaar) y la de pelo largo.
- Las dos variedades son de gran talla y de un aspecto general noble; poseen un cuerpo vigoroso, robusto, armónico y musculoso, así como una imponente cabeza con expresión de atención en la cara.

- La alzada de la cruz: mínimo de 70 cm para los machos y de 65 cm para las hembras. El estándar de la FCI fija un máximo de 90 cm para los machos y 80 cm para las hembras (los perros que sobrepasen la altura máxima no se devaluarán si su aspecto general es armónico y su movimiento correcto).

### Comentario al estándar
En general la talla viene definida como: 
- "Muy grande", siendo óptima en el san bernardo, cuando supera los 86 cm en los machos y los 80 cm en las hembras.
- "Grande" cuando va de 82 a 86 cm en los machos y de 75 a 80 cm en las hembras.
- "Media" cuando va de 78 a 82 cm en los machos y de 70 a 75 cm en las hembras.
- "Pequeña" cuando va de 70 a 78 cm en los machos y de 65 a 70 cm en las hembras.

En el “periodo de oro del san bernardo” (1920-1940) muy raramente eran vistos en las exposiciones machos inferiores a 80 cm de Suiza, de Alemania, de los Países Bajos y no eran tan raros los sujetos por encima de los 90 cm.
Actualmente un buen san bernardo para acceder al campeonato nunca tendría que estar -salvo algunas excepciones- por debajo de los 80–82 cm y exceder tal límite para alcanzar por arriba si es posible los máximos del dogo alemán y del Irish wolfhound aunque con mayor volumen, mayor longitud del tronco y mayor peso, naturalmente.

## Proporciones importantes
- La proporción deseada entre la altura de la cruz y la longitud del cuerpo (medida desde la punta del hombro hasta la punta de la nalga) es de 9:10.
- La longitud total de la cabeza es poco mayor que la tercera parte de la altura de la cruz.
- La proporción entre la profundidad del hocico (medida en su raíz) y su longitud es aproximadamente 2:1.
- La longitud del hocico es poco mayor que la tercera parte de la longitud total de la cabeza.

### Extremidades
Miembros anteriores, en conjunto:
- Vistos desde delante, posición más bien ancha.
- Los miembros deben ser rectos y paralelos.

Miembros posteriores, en conjunto:
- Miembros posteriores moderadamente angulados y musculados.
- Vistos desde atrás deben estar paralelos y no juntos.

### Pelo

#### Pelo corto (pelo doble)
- Capa externa densa, lisa y pegada al cuerpo.
- Lanilla interna espesa.
- Muslos con flecos de pelos no muy notables.

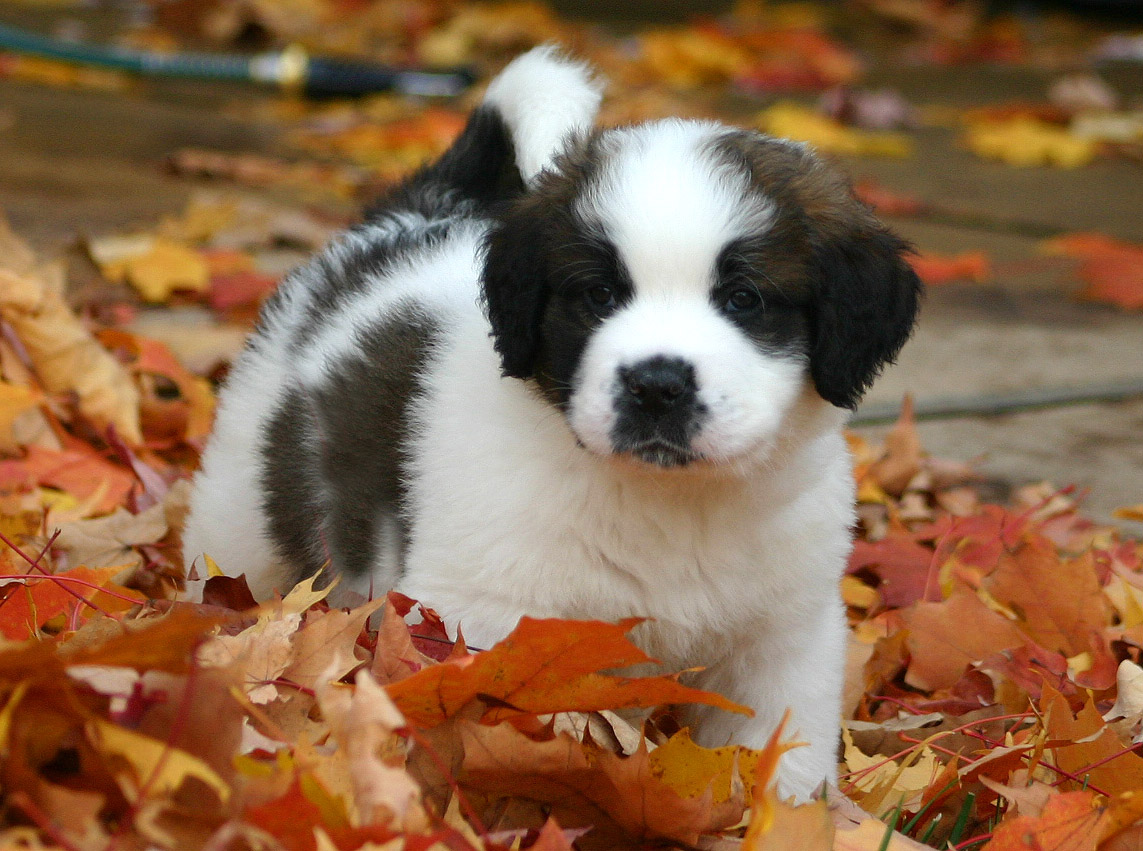
Cachorro de san bernardo.

- Cola con pelo espeso.

#### Pelo largo
- Capa externa de pelos de longitud media, lisos.
- Lanilla interna abundante.
- Sobre la cadera y la grupa, el pelo puede ser algo ondulado.
- Muslos con flecos de pelo abundante y miembros anteriores con banderas.
- Cara y orejas con pelo corto.
- Cola con abundante pelo tupido.

### Color
El color básico es el blanco con manchas de color marrón-rojizo más o menos grandes (perros manchados), hasta formar un manto continuo de color marrón-rojizo ininterrumpido sobre el lomo y los flancos (perros con manto). Este manto interrumpido por vetas blancas tiene el mismo valor.
- El color marrón-rojizo atigrado se permite.
- El color marrón amarillento es tolerado.
- Es muy apreciado el color marrón oscuro en la cabeza.
- Se toleran unos ligeros vestigios de color negro en el cuerpo.
- Marcas blancas importantes:
- Antepecho, pies, punta de la cola, caña nasal, banda frontal y nuca.
- Marcas deseables:
- Collar blanco.
- Máscara oscura simétrica.

-Puntas de las patas, punta de la cola, caña nasal, nuca, pecho obligatoriamente blancas.

### Cabeza

#### Generalidad
- En conjunto: Imponente, masivo con una marcada expresión.
- Región craneal

#### Cráneo
- Fuerte y ancho. Visto de frente y de perfil la parte superior del cráneo es ligeramente abovedada.
- Cuando el perro está en atención, la inserción de las orejas forma una línea recta con la parte superior del cráneo la cual lateralmente presenta una suave curvatura hacia mejillas altas y fuertemente desarrolladas.
- La inclinación desde la frente al hocico bien abrupta.
- La protuberancia occipital debe ser poco acentuada.
- Las arcadas supra-orbitales fuertemente desarrolladas.
- El surco frontal claramente marcado comienza en la frente y se extiende hacia la parte superior de la cabeza.
- La piel de la frente sobre los ojos forma leves pliegues que convergen hacia el surco central.
- Cuando el perro está en atención, generalmente son casi imperceptibles.

#### Stop
- Depresión naso-frontal (Stop): Fuertemente pronunciada.
- Región facial

#### Trufa
- Ancha y cuadrada con ángulos bien marcados, orificios nasales bien abiertos.
- La trufa debe ser de color negro.

#### Hocico
- Uniformemente ancho.
- Caña nasal recta con un ligero surco en el centro.

#### Belfos
- De bordes pigmentados de negro.
- Los belfos de la mandíbula superior deben ser muy desarrollados, tirantes, pero no demasiado colgantes; forman un arco amplio hacia la nariz.
- Las comisuras deben ser visibles.

#### Mandíbulas y dientes
- Mandíbulas superior e inferior fuertes, anchas y de la misma longitud.
- Mordida en tijera o pinza bien desarrollada, regular y completa.
- Se permite ligero prognatismo inferior, siempre que los incisivos no pierdan contacto.
- Se tolera la ausencia de los PM1 (premolares 1) y de los M3.

#### Ojos
- De tamaño medio, pueden ser de color marrón oscuro hasta avellana; moderadamente hundidos.
- Expresión amable.
- Los bordes de los párpados son completamente pigmentados.
- Es deseable un cierre completo, natural.
- Está permitido un pequeño pliegue en el párpado inferior con poca conjuntiva visible y un pequeño pliegue en el párpado superior.

#### Orejas
- De tamaño medio, de inserción alta y ancha.
- Pabellón muy desarrollado.
- Lóbulos suaves en forma de triángulo con la punta redondeada.
- El borde posterior ligeramente es separado de la cabeza, mientras que el anterior se debe ajustar a las mejillas.[6]

## En la cultura popular

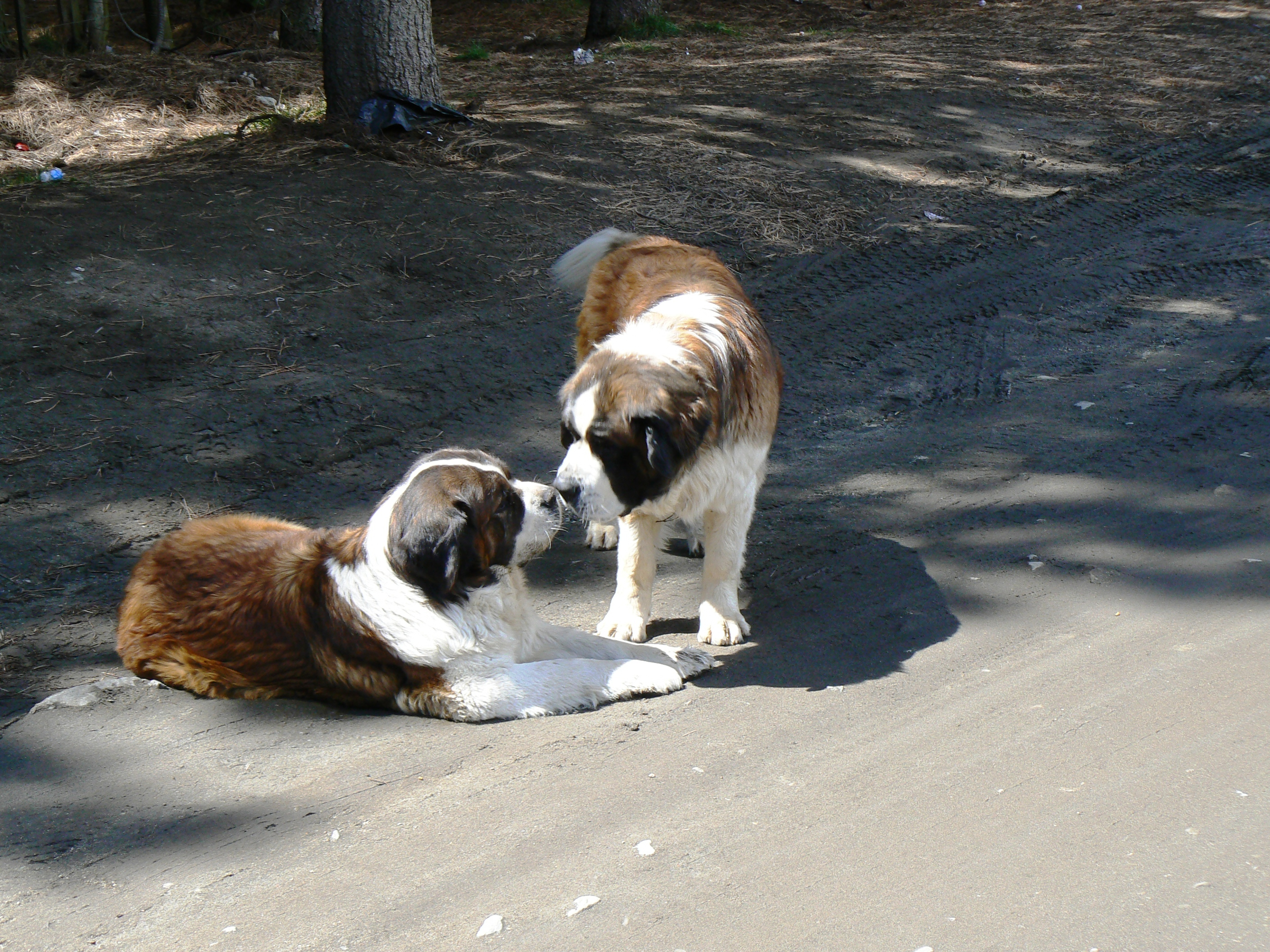
San Bernardos en Bariloche, Argentina.

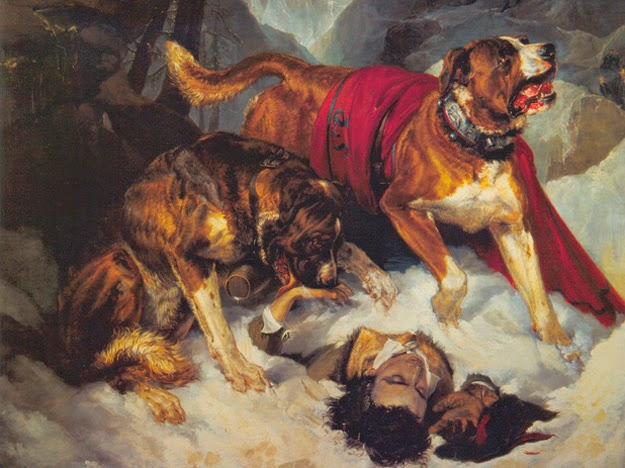
El cuadro que supuestamente popularizó la idea de los san bernardo llevando barriles colgados del cuello

Este perro es muy popular en Argentina como símbolo de Bariloche, infaltable para las fotografías de recuerdo.
La película de comedia Beethoven de 1992 presenta a un amigable pero problemático san bernardo de pelo largo (que toma su nombre del compositor) de 185 libras (80 kg) y, en secuelas posteriores, a su compañero y su prole de cachorros rebeldes. Según los productores de la secuela Beethoven's 2nd, los san bernardos utilizados en la película crecieron tan rápido durante la filmación que más de cien cachorros de san bernardo fueron elegidos para interpretar a los cuatro cachorros de la secuela (Chaikovski, Chubby, Dolly y Mo) y su madre (Missy).
La serie de anime infantil japonesa Heidi presenta a un san bernardo llamado Niebla (Joseph en el idioma original) que es la mascota del abuelo de Heidi. Su especialidad es comer caracoles y jugar con Heidi, pero también ayuda a ella y a su amigo Pedro a cuidar el rebaño de cabras.
En películas y dibujos animados antiguos se representa a los san bernardos con barriles de brandy colgados del cuello, supuestamente para reanimar los alpinistas accidentados (lo cual es una mala idea, ya que beber alcohol puede acelerar el proceso de hipotermia). Los monjes del Hospicio de San Bernardo niegan que ninguno de sus perros haya llevado toneles o pequeños barriles alrededor del cuello y atribuyen el estereotipo a una pintura de 1820 de Edwin Landseer.